# Lepidium suluense
Lepidium suluense är en korsblommig växtart som beskrevs av Wessel Marais. Lepidium suluense ingår i släktet krassingar, och familjen korsblommiga växter. Inga underarter finns listade i Catalogue of Life.